# Marc-Kevin Goellner
Marc-Kevin Peter Goellner, född 22 september 1970 i Rio de Janeiro, Brasilien, är en före detta professionell tennisspelare från Tyskland. Han spelade professionellt från 1991 till 2004. Totalt vann han två singel- och fyra dubbeltitlar. Han bidrog till Tysklands Davis Cup-seger 1993 och vann 1996 bronsmedalj i den olympiska dubbelturneringen.

## Biografi
Goellner föddes i Rio de Janeiro, som son till en tysk diplomat. Han flyttade med familjen flera gånger under ungdomen, innan familjen 1986 bosatte sig permanent i Tyskland.
1991 debuterade Marc-Kevin Goellner som professionell tennisspelare. 1993 vann han sin första (större) singeltitel i franska Nice, där han besegrade Ivan Lendl i finalen. Året innan hade han vunnit sin första dubbeltitel i Rotterdam, i par med David Prinosil. De två nådde 1993 även dubbelfinalen i Franska öppna mästerskapen. Det framgångsrika året avslutades med att Goellner var del av det tyska Davis Cup-lag som vann 1993 års turnering.
1996 vann Goellner en andra större singeltitel i spanska Marbella. Samma år nådde han tillsammans med Prinosil brons i dubbel i OS i Atlanta.
Totalt vann Goellner under sin karriär två singel- och fyra dubbeltitlar. Hans bästa rankingplaceringar var #26 i singel (1994) och #25 i dubbel (1998). I Grand Slam-sammanhang nådde han som bäst fjärde plats i Franska öppna mästerskapen 1993. Han var en av de första spelarna som började bära basebollkeps med skärmen bakåt.
2004 avslutade Goellner sin karriär på den internationella proffstouren.